# Tornado em Panorama (2015)
O tornado em Panorama em 2015 foi um tornado de intensidade F2 - com ocorrência no dia 10 de setembro de 2015 - que causou destruição intensa no município de Panorama, no oeste do estado de São Paulo. Algumas fontes afirmam que o funil tocou o solo no Rio Paraná, tornando-se uma tromba d'água, enquanto outras indicam que o seu princípio tenha sido sob a zona rural de Brasilândia (devido a um tornado ocorrido no mesmo dia) ou na própria cidade de Panorama. É possível também que um downburst destrutivo possa ter ocorrido junto com o tornado.

## Dúvida sobre a classificação do fenômeno
O município foi atingido por um “princípio de tornado”. “O vento manteve os movimentos circulares, mas não completou o funil e incorporou no chão”, Explica o climatologista Vagner Camarini, que é responsável pelo Centro de Meteorologia e também pelo Laboratório de Agrometeorologia da Universidade do Oeste Paulista (Unoeste).
O climatologista também argumentou que o efeito foi resultado de uma queda brusca de pressão da atmosfera, associada à frente fria e a áreas de instabilidade que estão sobre a região.
Na tarde do dia 10 de setembro,  nuvens muito carregadas provocaram tempestades sobre o sul de Mato Grosso do Sul e avançaram para São Paulo trazendo chuvas intensas e ventos fortes.
De acordo com o Climatempo, não é possível afirmar com certeza, mas as imagens dos estragos deixaram um indício de que um tornado poderia ter passado sobre a localidade.

### Radar meteorológico
Na tarde do dia 10 de setembro,  nuvens muito carregadas provocaram tempestades sobre o sul de Mato Grosso do Sul e avançaram para São Paulo trazendo chuvas intensas e ventos fortes.
A imagem de refletividade do radar meteorológico operado pelo Centro Nacional de Monitoramento e Alertas de Desastres Naturais (Cemaden) mostrou duas possíveis células de tempestade severa sobre a área, uma mais intensa ainda sobre o município sul-mato-grossense de Brasilândia, e outra avançando sobre o Rio Paraná, antes de atingir Panorama.

### Nuvem funil
Entretanto, um morador havia filmado a formação de uma nuvem funil em um sítio entre Presidente Epitácio e Panorama, a gravação seria uma prova de que um tornado realmente havia atingido o local.

## Dúvida sobre o local de origem

### Teoria da tromba d'água no Rio Paraná
Uma tromba d’água foi avistada por vários moradores de balneários às margens do rio Paraná, por volta das 16h55min (Brasília) do dia 10 de setembro de 2015, entre os estados de Mato Grosso do Sul e São Paulo.
O fenômeno, confirmado pela Polícia Militar do município de Panorama, “sugou” grande quantidade de água do rio e logo avançou para o solo atingindo parte do perímetro urbano.

### Teoria do tornado em Brasilândia
Ao menos duas pessoas registraram o tornado em Brasilândia. Especialistas suspeitam que o fenômeno tenha se formado na zona rural do município, atravessado o Rio Paraná e se dissipado logo ao alcançar a zona urbana de Panorama, mas ainda em nível destrutivo. O fato das duas cidades serem vizinhas favoreceu ainda mais essa teoria.
Não se sabe ao certo qual teoria está correta.